# Hippolyte Lucas
Pierre Hippolyte Lucas (Paris, 17 de janeiro de 1814 — Paris, 5 de julho de 1899) foi um entomologista e naturalista francês, irmão de Prosper Lucas, médico e pioneiro no estudo da hereditariedade.

## Biografia
Desenvolveu a sua carreira no Muséum national d'histoire naturelle. Participou, de 1839 a 1842, na comissão científica que procedeu à  exploração da Argélia tendo-se dedicado ao estudo da fauna daquela região.

## Obras
Entre outras obras é autor das seguintes monografias:
- Histoire naturelle des lépidoptères exotiques. Ouvrage orné de 200 figures peintes d'après nature par Pauquet et gravées sur acier. Paris, Pauquet, Bibliothèque Zoologique, 1835.
- Histoire naturelle des animaux articulés. Exploration scientifique de l'Algérie, pendant les années 1840, 1841 et 1842 ... Paris, Imprimerie Nationale (1844-1849). Published in 25 Volumes this work contains 122 fine engraved plates.
- "Description de nouvelles Espèces de Lépidoptères appartenant aux Collections entomologiques du Musée de Paris", Revue Mag. Zool. (2) 4 (3): 128-141 (1852) 4 (4): 189-198 (1852) 4 (6): 290-300 (1852) 4 (7): 324-343 (1852) 4 (9): 422-432, pl. 10 (1852) 5 (7): 310-322 (1853).
- "Animaux nouveaux ou rares, recuillis pendant l'expédition dans les parties centrales de l'Amérique du Sud, de Rio de Janeiro a Lima et de Lima au Pará; executée par ordre du gouvernement français pendant les années 1843 a 1847 sous la direction du Comte Francis de Castelnau". Entomologie Voy. Cast. 3: 197-199, pl. 1-2 (Lepidoptera) [1859].